# Gabrovo (huyện)
Gabrovo là một huyện thuộc tỉnh Gabrovo, Bungaria. Dân số thời điểm năm 2001 là 74949 người.